# Barbie et la Magie de Noël
Série Barbie
Barbie et le Palais de diamant
(2008) Barbie présente Lilipucia
(2009)
Pour plus de détails, voir Fiche technique et Distribution.
Barbie la Magie de Noël (Barbie in a Christmas Carol) est le 14e long-métrage d'animation et un film de Noël inspiré de la poupée Barbie, sorti en 2008.

## Synopsis
La veille de Noël, Barbie raconte une histoire à sa petite sœur Shelly. Au début du XXe siècle à Londres, une cantatrice du nom d'« Eden Starling » rencontre un grand succès. Mais elle est très égoïste et a littéralement des caprices de diva. Elle exige notamment de ses employés de troupe de théâtre qu'ils restent répéter le soir du réveillon, y compris sa costumière et amie d'enfance Catherine. Eden déteste Noël, et pense que, comme le lui a toujours dit sa tante Mary, « Dans un monde égoïste, seuls les égoïstes réussissent ».
Mais la nuit de Noël, dans son sommeil, Eden est visitée par le fantôme de sa tante qui lui affirme qu'elle avait tort et qu'Eden doit changer d'attitude ; pour cela, elle recevra la visite de trois esprits.

## Fiche technique
- Titre original : Barbie in a Christmas Carol
- Titre français : Barbie et la magie de Noël
- Réalisation : William Lau
- Scénario : Elise Allen, d'après Un chant de Noël de Charles Dickens
- Direction artistique : Pamela Prostarr
- Musique : Eric Colvin, dirigé et produit par Arnie Roth, interprétée par le Czech Philharmonic Orchestra
- Production : Anita Lee ; Paul Gertz et Rob Hudnut (exécutifs)
- Sociétés de production : Mattel Entertainment, Rainmaker Entertainment
- Société de distribution : Universal Studios Home Entertainment
- Pays d'origine : États-Unis, Canada
- Langue d'origine : anglais
- Format : couleur - son stéréo
- Genre : Animation
- Durée : 76 minutes
- Dates de sortie :  États-Unis : 4 novembre 2008 ;  France : 2 décembre 2008[2]

Sources : Générique du DVD, IMDb

## Distribution
| - Kelly Sheridan : Barbie - Morwenna Banks : Eden - Melissa Lyons : Eden (chant) - Prudence Edwards : Eden jeune - Leanne Araya : Eden jeune (chant) / Esprit des Noëls passés (chant) / Ann et Nan (chant) - Kandyse McClure : Catherine - Shauntia Fleming : Cathrine (chant) - Pam Hyatt : Tante Mary - Tabitha St. Germain : Esprit des Noëls passés - Kathleen Barr : Esprit des Noëls présents - Lisa Roth : Esprit des Noëls présents (chant) - Gwynyth Walsh : Esprit des Noëls futurs - Kelly Bixby : Esprit des Noëls futurs (chant) - Amelia Thripura Henderson : Kelly / Tammy - Michael Ann Angone : Tammy (chant) - Fabrice Grover : Maurice / Directeur de l'orphelinat - Tim Fett : Maurice (chant) - Luke Smith : Freddy - Anthony Fett : Freddy (chant) - Shannon Chan-Kent : Ann et Nan - Melissa Lloyd : Mrs. Beadnell - Go children's : chants | - Chloé Berthier : Barbie / Eden Starling - Hannah Hagglung : Eden Starling (chant) - Fily Keita : Catherine - Mélanie Dahan : Catherine, Tammy (chant) - Anne Ludovik : Tante Marie - Jennifer Fauveau : Esprit des Noëls passés - Sylvie Loche : Esprit des Noëls passés et futurs (chant) - Marion Game : Esprit des Noëls présents - Delphine Cornelis : Esprit des Noëls présents / Anne et Nan (chant) - Céline Duhamel : Esprit des Noëls futurs - Joséphine Ropion : Tammy - Fabien Jacquelin : Maurice / Directeur de l'orphelinat - Tom Windriff : Maurice (chant) - Tony Marot : Freddy - Éric Filet : Freddy (chant) - Nathalie Bienaimé : Anne et Nan, Jacob - Élisabeth Fargeot : Mme Beadnell |

Source : Générique du DVD

## Chansons du film
- Mon beau sapin (Oh Christmas Tree) - Eden
- Avec ce chant traditionnel (Falalalala) (Deck The Halls) - La troupe
- Mon saint Nicolas (Jolly Old Saint Nicolas) - Eden et Catherine
- Joie dans le monde (Joy To The World) - Les orphelins
- On vous souhaite un joyeux Noël (We Wish You A Merry Christmas) - Les esprits de Noël

## Autour du film
Créée en 1959, la poupée Barbie est à l'origine de nombreux produits dérivés. Elle a également inspiré plusieurs films d'animation. Barbie et la magie de Noël est le quatorzième long métrage mettant en vedette Barbie qui incarne différents personnages. Il est sorti la même année que Barbie Mariposa et Barbie et le Palais de diamant. Il sera suivi en 2009 par Barbie présente Lilipucia et Barbie et les Trois Mousquetaires.

## Commentaires
- Ce film est une adaptation d'Un chant de Noël de Charles Dickens. Ce récit parle d'un vieillard avare du nom d'« Ebenezer Scrooge », visité par le fantôme de son associé Jacob Marley, puis par les esprits des Noëls passés, présents et futurs. Il décide le lendemain d'améliorer le sort de son employé Bob Cratchit, de sa famille et son fils Tim en particulier, avant de rendre visite à son neveu Fred. Comme souvent, les genres sont inversés dans l'adaptation (Dans Barbie : Cœur de princesse, le prince et le pauvre deviennent princesse et pauvresse, dans Barbie et les Trois Mousquetaires, quatre femmes souhaitent devenir les premiers mousquetaires féminins, etc.)
- Dans le livre, la fantôme de Jacob Marley traîne des chaînes terminées par des bourses symbolisant l'avarice. Celui de la tante Mary traîne des chaînes terminées par des miroirs symbolisant l'égoïsme et l'orgueil.
- Les trois esprits sont : une jeune fille, une dame mûre et une femme âgée. Elles appartiennent aux trois âges de la femme tout en symbolisant les trois périodes de l'écoulement du temps.
- Eden Starling a les mêmes initiales qu'Ebenezer Scrooge, et Fred, le magicien, porte le même prénom que le neveu du vieil avare.
- La mort est absente de cette adaptation alors que dans le récit original, l'esprit des Noëls futurs montre celle de Tim et de Scrooge. Dans Barbie et la magie de Noël, l'esprit des Noëls futurs montre la petite Tammy, l'équivalent féminin de Tim, envoyée avec les autres orphelins dans un pays lointain, et Eden menacée par l'indigence au lieu de l'enfer après son décès comme Ebenezer.
- Dans cette adaptation, l'esprit des Noëls futurs est devenu un personnage parlant. Or, dans le récit original, ce même personnage ne dit absolument rien.
- Comme Barbie et les Trois Mousquetaires, ce téléfilm rompt avec les codes habituels ; Shelly remarque d'ailleurs que d'ordinaire on lui raconte des histoires de gentilles filles qui font le bien autour d'elle. Barbie casse beaucoup son image classique en interprétant une peste égocentrique, même avec une enfance malheureuse qui explique son présent.